# Отношения Китайской Республики и Сан-Томе и Принсипи
Отношения Китайской Республики и Сан-Томе и Принсипи — двусторонние дипломатические отношения между Китайской Республикой и Сан-Томе и Принсипи.

## История

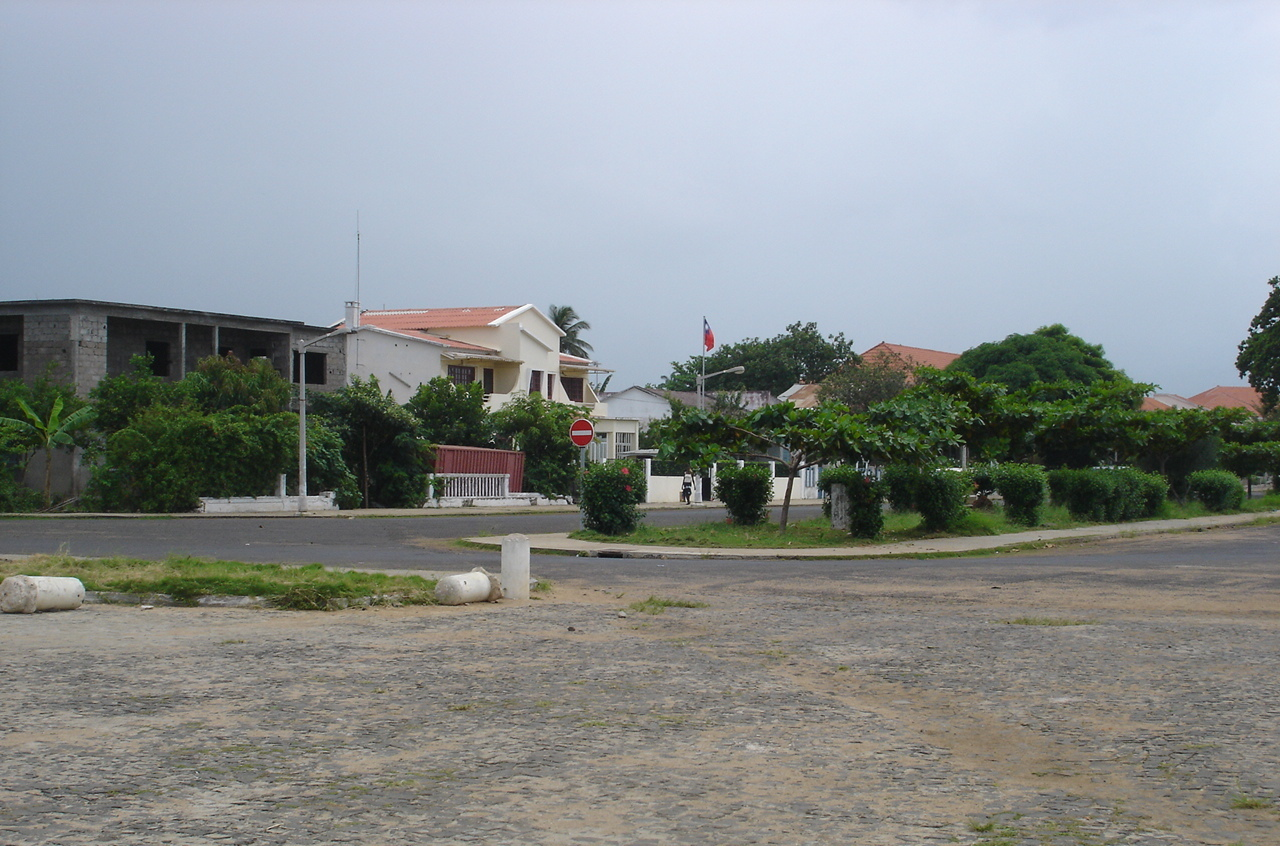
Здание бывшего посольства Китайской Республики.

12 июля 1975 года Сан Томе и Принсипи объявили о независимости от Португалии и в тот же день признали Китайскую Народную Республику (КНР). 6 мая 1997 года были установлены двусторонние отношения между Сан-Томе и Принсипи и Китайской Республикой. В соответствии с политикой единого Китая, КНР разорвала отношения с Сан-Томе и Принсипи 11 июля 1997 года. В феврале 1998 года министр иностранных дел Китайской Республики Джейсон Ху совершил официальный визит в Сан-Томе и Принсипи. В июне 1998 года Президент Сан-Томе и Принсипи Мигел Тровоада посетил Республику Китай.
В 2012 году Сан-Томе и Принсипи предоставили гражданам Китайской Республики возможность получать визу по прибытии в аэропорт. В 2013 году КНР открыла торговое представительство в Сан-Томе и Принсипи, а в следующем году президент Мануэл Пинту да Кошта посетил Китайскую Народную Республику как частное лицо. 21 декабря 2016 года двусторонние отношения между Сан-Томе и Принсипи и Китайской Республикой были разорваны в связи с несогласием Тайбэя предоставить запрошенный объём финансовой помощи.
26 декабря 2017 года Сан-Томе и Принсипи восстановила дипломатические отношения с Китайской народной республикой, было открыто посольство КНР.

## Помощь
Китайская Республика предоставляла Сан-Томе и Принсипи помощь в области сельского хозяйства, здравоохранения, энергетики и технологий. Опытные врачи Китайской Республики приняли участие в борьбе с малярией в Сан-Томе и Принсипи. В 2009 году Тайбэйский медицинский университет начал оказывать медицинскую помощь жителям Сан-Томе и Принсипи, прекратив деятельность в 2016 года после разрыва дипломатических отношений. До разрыва двусторонних отношений Сан-Томе и Принсипи были участником стипендиальной программы Тайваня.